# Jason Barry (Dartspieler)
Jason Barry (* 13. Februar 1975 in Dublin, Irland) ist ein ehemaliger irischer Dartspieler. Sein Spitzname lautete „Jacko“ und seine Erkennungsmelodie war Back in Black von AC/DC.

## Karriere
Seinen ersten Erfolg feierte Barry, als er sich für den World Grand Prix 2007 qualifizieren konnte, nachdem er sich in einem 549 Dartspieler umfassenden Qualifikationsturnier durchgesetzt hatte. In der ersten Runde des World Grand Prix 2007 traf er auf die damalige Nummer 16 der Welt Andy Jenkins, gegen den er knapp mit 1:2 Sätzen verlor.
Nach dem World Grand Prix konnte sich Barry auch für die PDC World Darts Championship 2008 qualifizieren. In der internationalen Vorrunde konnte er den Schotten Jamie Harvey mit 5:3 Legs besiegen, bevor er in der ersten Runde gegen seinen Landsmann Mick McGowan mit 0:3 Sätzen verlor.
Einen weiteren Erfolg feierte bei den UK Open 2008. In seinem ersten Spiel besiegte er Adrian Welsh mit 6:5 und konnte auch in der dritten Runde mit 9:2 gegen Alan Cayse gewinnen. In der vierten Runde verlor er anschließend gegen den an eins gesetzten Niederländer Raymond van Barneveld mit 7:9, obwohl er einen 1:5-Rückstand zu einem 6:6-Unentschieden umdrehen konnte.
Einen guten Auftritt lieferte Barry beim World Grand Prix 2008 ab, was ihn zum ersten Iren machte, der an zwei aufeinanderfolgenden World Grand Prix’ teilnehmen konnte. Nach einem 2:1-Erfolg gegen den Nordiren Brendan Dolan verlor er mit 0:3 gegen den kanadischen Weltmeister John Part. Er konnte auch das Qualifikationsturnier für die European Darts Championship 2008 gewinnen, unterlag dann allerdings in der ersten Runde der Nummer eins der Welt Phil Taylor mit 1:6 Legs.
Sein letztes großes Turnier spielte Barry beim World Grand Prix 2009. In der ersten Runde besiegte er Mick McGowan mit 2:0 und in der zweiten Runde besiegte er Steve Beaton mit 3:2. Im Viertelfinale spielte er dann erneut gegen Raymond van Barneveld, verlor aber erneut, dieses Mal mit 0:4. Im Anschluss an dieses Turnier beendete Barry seine Karriere bei der PDC.

## Weltmeisterschaftsresultate

### PDC
- 2008: 0:3-Niederlage gegen  Mick McGowan